# Pink Friday 2
Pink Friday 2 ist das fünfte Studioalbum der Rapperin Nicki Minaj und wurde am 8. Dezember 2023 von Young Money Entertainment und Republic Records veröffentlicht. Als Fortsetzung von Minajs Debütalbum Pink Friday (2010) ist es ihr erstes Studioalbum nach einer Pause von fünf Jahren seit der Veröffentlichung von Queen (2018). Das Album umfasst verschiedene Genres, während zentrale Themen des Projekts Trini- und karibischen Stolz, Reflexionen über Minajs Leben und ihre Dominanz in der Rap-Industrie sind. Die Kollaborationen auf dem Album umfassen J. Cole, Lil Wayne, Tate Kobang, Drake, Lourdiz, Lil Uzi Vert, Future, Tasha Cobbs Leonard, 50 Cent, Monica und Keyshia Cole.
Pink Friday 2 wurde von zwei Singles unterstützt, Super Freaky Girl und Last Time I Saw You, wobei erstere zur ersten Solo-Nummer-eins-Hit in den US-amerikanischen Billboard Hot 100 avancierte. Zudem erschien vorab mit Red Ruby da Sleeze eine Promo-Single. Um das Album zu bewerben, wird Minaj im März 2024 auf die Pink Friday 2 Welttournee gehen.

## Hintergrund
Am 28. Juni 2019 trat Minaj in der Tonight Show mit Jimmy Fallon auf, um ihre Single „Megatron“ zu promoten, in der sie sagte: „Nun, es gibt definitiv ein neues Album, natürlich.“ Allerdings bemerkte sie auch, dass es zu diesem Zeitpunkt noch kein offizielles Veröffentlichungsdatum gab: „Für dieses hier habe ich noch keinen Namen.“ Im September 2019 verkündete Minaj ihren Rücktritt aus dem Hip-Hop, zog jedoch später ihre Aussage zurück und entschuldigte sich für ihre falsche Ankündigung. In einem Interview mit Elle am 17. September 2019 erklärte Minaj, dass das Album „kühn, spaßig und unverfroren“ sein würde und sprach über den letztendlichen Sound des Projekts.

“Es ist wahrscheinlich die größte Vorfreude, die ich seit einer wirklich langen Zeit auf die Veröffentlichung eines Albums hatte. Ich bin glücklich, dass wir meine Fans nicht wie in der Vergangenheit auf ein weiteres Album warten lassen. Dieses Album vereint all die Dinge, die die Leute an Nicki lieben, hat aber auch einen viel größeren Sound, der perfekt zur Kollektion passt.”

Die erste Vorschau auf das Album erfolgte am 29. Juni 2020, nachdem Minaj PF2 auf Twitter getwittert hatte, die Initialen des Debütalbums mit der Nummer 2. Im Mai 2023 deutete sie an, dass das Album „das Beste sein wird, was 2023 hervorbringen wird, und die Messlatte auf neue und unerreichbare Höhen anheben wird“, und dass die begleitende Tour „als ‚genial‘ gefeiert wird. Das ist alles.“

## Veröffentlichung und Promotion
Am 5. Juni 2023 kündigte Minaj zunächst den Veröffentlichungstermin des Albums für den 20. Oktober 2023 an. Am 29. Juni verkündete sie offiziell den Titel des Albums als Pink Friday 2 und dass der Veröffentlichungstermin auf den 17. November verschoben wurde. Sie gab auch bekannt, dass das Album "das Warten wert sein wird" und kündigte eine Konzerttournee für 2024 an. Am 4. September teilte Minaj eines von zwei offiziellen Album-Covern, das die Rapperin in einem komplett weißen Ensemble zeigt, das auf einer offenen U-Bahn schwebt, die über rosa Wolken fährt. Am 6. Oktober teilte sie das zweite Albumcover, auf dem sie in einem komplett pinkfarbenen Kleid zu sehen ist, das ihren Bauch zeigt, umgeben von einem wallenden rosa Satinlaken vor einem schwarzen Hintergrund. Am 25. Oktober kündigte Minaj an, dass der Veröffentlichungstermin des Albums auf ihren Geburtstag am 8. Dezember 2023 verschoben wurde.
Vor der Veröffentlichung des Albums starteten Fans von Nicki Minaj eine Online-Marketingkampagne und erschufen eine KI-generierte Stadt namens „Gag City“. Die Rapperin selbst hatte diesen Begriff zuvor geprägt und in den sozialen Medien anerkannt. Yahoo! Finance beschrieb das Konzept als eine „rosafarbene Metropole, in der sowohl Fans als auch Marken zusammenkommen“. Forbes bezeichnete „Gag City“ als eine „hyper-futuristische, intensiv pinke digitale Stadt, die mit ihrer traumhaften Ästhetik an das Albumcover erinnert“.
Die Kampagne gewann schnell an Aufmerksamkeit und zog zahlreiche Prominente wie Tyla, Bia und Tyga an. Auch verschiedene Unternehmen und Marken schlossen sich dem Trend an und verkündeten symbolisch ihre „Ankunft“ in „Gag City“, darunter Spotify, Netflix, Bing, Converse, Genius, Amazon, das Empire State Building, Chili’s, Oreo, KFC und McDonald’s. Die Aktion wurde als viraler Erfolg für Minaj gefeiert.
Bei der Veröffentlichung wurde Pink Friday 2 als 22-Track-Album zum digitalen Download und Streaming freigegeben. Es war auch in verschiedenen physischen Versionen erhältlich, darunter vier Vinyl-Editionen, darunter drei exklusive Versionen für verschiedene Händler, sowie zwei CDs, eine Standard- und eine signierte Version. Die physischen Versionen enthielten nur 10 Tracks, was darauf hindeutete, dass der Rest nicht rechtzeitig fertiggestellt wurde, um gedruckt und veröffentlicht zu werden. Am 11. Dezember wurde über Minajs Webstore eine digitale Deluxe-Edition des Albums veröffentlicht, die ein Bonus-Remix von Beep Beep mit 50 Cent enthielt. Der Remix wurde einen Tag später auf Streaming-Plattformen verfügbar gemacht. Am 13. Dezember wurde eine zweite digitale Deluxe-Edition über ihren Webstore veröffentlicht, die den Bonustrack Love Me Enough mit Keyshia Cole und Monica enthielt. Am 14. Dezember wurde über Minajs Webstore eine 24-Track-Version mit dem Label Gag City Deluxe veröffentlicht, die sowohl den Beep Beep Remix als auch Love Me Enough enthielt. Diese Version wurde einen Tag später auf Streaming-Plattformen verfügbar gemacht.

## Titelliste
| No.          | Titel                                                 | Text | Produktion                                                  | Länge |
| ------------ | ----------------------------------------------------- | --- | ----------------------------------------------------------- | ----- |
| 1.           | "Are You Gone Already"                                | - Onika Maraj - Finneas O’Connell | Finneas                                                     | 4:30  |
| 2.           | "Barbie Dangerous"                                    | - Maraj - Joshua Goods - Kameron Cole - Kendall Taylor - Christopher Wallace - Anthony Henderson - Bryon McCane - Steven Howse - Sean Combs - Steven Jordan         | - Tate Kobang - Hollywood Cole - YG! Beats                  | 2:12  |
| 3.           | "FTCU"                                                | - Maraj - Juaquin Malphurs - Joshua Luellen - Jacob Canady | ATL Jacob                                                   | 2:52  |
| 4.           | "Beep Beep"                                           | - Maraj - Shane Lindstrom - Gavin Valencia | - Murda Beatz - OJ Finessey                                 | 1:35  |
| 5.           | "Fallin 4 U"                                          | - Maraj - Canady - Darryon Bunton | - ATL Jacob - DB!                                           | 3:50  |
| 6.           | "Let Me Calm Down" (featuring J. Cole)                | - Maraj - Jermaine Cole - Canady - Derrick Miller - Ofer Ishai | - ATL Jacob - Hendrix Smoke - Kuji                          | 4:04  |
| 7.           | "RNB" (featuring Lil Wayne and Tate Kobang)           | - Maraj - Dwayne Carter - Goods - Taylor - Tomislav Ratešić | - Kobang - YG! Beats - Dystinkt Beats                       | 3:04  |
| 8.           | "Pink Birthday"                                       | - Maraj - Matthew Samuels - Amir Sims - Chase Lieberman - Shubhkarman Pruthi - Jacques Webster - Leland Wayne - Michael Dean - Sonny Uwaezuoke - Peter Mellin       | - Boi-1da - Fierce - Apollo Parker - 116                    | 2:08  |
| 9.           | "Needle" (featuring Drake)                            | - Maraj - Aubrey Graham - Samuels - Johann Deterville - Rahiem Hurlock                                                                                              | - Boi-1da - YogiTheProducer                                 | 3:55  |
| 10.          | "Cowgirl" (featuring Lourdiz)                         | - Maraj - Alyssa Cantu - Łukasz Gottwald - Rocco Valdes - Ryan Ogren                                                                                                | Dr. Luke                                                    | 3:36  |
| 11.          | "Everybody" (featuring Lil Uzi Vert)                  | - Maraj - Symere Woods - Isaiah Henry - Goods - Jesper Mortensen | - DJ Smallz 732 - Kobang                                    | 3:00  |
| 12.          | "Big Difference"                                      | - Maraj - Michael Mulé - Isaac De Boni - Keanu Torres - Jahmal Gwin - Marcus Slade - Derrick Gray                                                                   | - FnZ - Keanu Beats - BoogzDaBeast - Slade Da Monsta        | 3:11  |
| 13.          | "Red Ruby da Sleeze"                                  | - Maraj - Kevin Price - Darryl McCorkell - Goods - Kirsten Spencer - Josiah Muhammad - Irvin Winslow - Lumidee Cedeño - Teddy Mendez - Edwin Perez - Steven Marsden | - Go Grizzly - Cheeze Beatz                                 | 3:34  |
| 14.          | "Forward from Trini" (featuring Skillibeng and Skeng) | - Maraj - Emwah Warmington - Kevon Douglas - Sebastian Loers - Emelio Lynch - Rowan Melhado - Dave Kelly                                                            | - Basbeats - Melio Sounds                                   | 2:33  |
| 15.          | "Pink Friday Girls"                                   | - Maraj - Jeremy Reid - Cantu - Ogren - Robert Hazard | J Reid                                                      | 2:46  |
| 16.          | "Super Freaky Girl"                                   | - Maraj - Gottwald - Lauren Miller - Vaughn Oliver - Aaron Joseph - Gamal Lewis - James Johnson Jr. - Alonzo Miller                                                 | - Dr. Luke - Malibu Babie - Oliver - Joseph                 | 2:50  |
| 17.          | "Bahm Bahm"                                           | - Maraj - Goods - Jessica Carpenter | - Kobang - Jess Carp                                        | 2:21  |
| 18.          | "My Life"                                             | - Maraj - Don Cannon - Sean Momberger - Goods - Deborah Harry - Christopher Stein                                                                                   | - Don Cannon - Momberger                                    | 2:44  |
| 19.          | "Nicki Hendrix" (featuring Future)                    | - Maraj - Nayvadius Wilburn - Brandon Hamlin - Vincent Shaw | - B Ham - Vincent "Life" Shaw                               | 4:24  |
| 20.          | "Blessings" (featuring Tasha Cobbs Leonard)           | - Maraj - Natasha Leonard - Benjamin Saint-Fort - Jeremiah Raisen - Christian Astrop                                                                                | - Bnyx - SadPony - Beau Nox                                 | 3:34  |
| 21.          | "Last Time I Saw You"                                 | - Maraj - Canady - Lesidney Ragland - Colin Franken - Miller - Alex Bak                                                                                             | - ATL Jacob - TooDope! - Frankie Bash - Hendrix Smoke - Bak | 3:36  |
| 22.          | "Just the Memories"                                   | - Maraj - Georges Olivier - Habib Defoundoux - Moses Davis - Lynford Marshall - Colin York - John Bristol - Jerry Butler - James Dean - John Glover                 | - Bone Collector - Defoundoux                               | 3:55  |
| Gesamtlänge: | Gesamtlänge:                                          | Gesamtlänge: | Gesamtlänge:                                                | 70:14 |

| No.          | Titel                           | Text                                            | Produktion               | Länge |
| ------------ | ------------------------------- | ----------------------------------------------- | ------------------------ | ----- |
| 23.          | "Beep Beep" (featuring 50 Cent) | - Maraj - Curtis Jackson - Lindstrom - Valencia | - Murda Beatz - Finessey | 2:27  |
| Gesamtlänge: | Gesamtlänge:                    | Gesamtlänge:                                    | Gesamtlänge:             | 72:41 |

| No.         | Titel                                                | Text | Produktion                                           | Länge |
| ----------- | ---------------------------------------------------- | --- | ---------------------------------------------------- | ----- |
| 23.         | "Love Me Enough" (featuring Monica and Keyshia Cole) | - Derrick Milano - Joseph L’Étranger - Justin Tranter - Maraj - Ryan Vojtesak - Lindstrom - Victoria Monét | - Murda Beatz - Charlie Handsome - Joseph L’Étranger | 3:50  |
| Gesamtlänge | Gesamtlänge                                          | Gesamtlänge                                                                                                | Gesamtlänge                                          | 74:04 |

| No.         | Titel                                                | Text                                                                   | Produktion                                    | Länge |
| ----------- | ---------------------------------------------------- | ---------------------------------------------------------------------- | --------------------------------------------- | ----- |
| 23.         | "Beep Beep" (featuring 50 Cent)                      | - Maraj - Jackson - Lindstrom - Valencia                               | - Murda Beatz - Finessey                      | 2:27  |
| 24.         | "Love Me Enough" (featuring Monica and Keyshia Cole) | - Milano - L’Étranger - Tranter - Maraj - Vojtesak - Lindstrom - Monét | - Murda Beatz - Charlie Handsome - L’Étranger | 3:50  |
| Gesamtlänge | Gesamtlänge                                          | Gesamtlänge                                                            | Gesamtlänge                                   | 76:31 |

| No.         | Titel                           | Text                       | Produktion  | Länge |
| ----------- | ------------------------------- | -------------------------- | ----------- | ----- |
| 25.         | "Press Play" (featuring Future) | - Maraj - Canady - Wilburn | - ATL Jacob | 3:21  |
| Gesamtlänge | Gesamtlänge                     | Gesamtlänge                | Gesamtlänge | TBA   |

| No.          | Titel                                       | Text | Produktion                                                  | Länge |
| ------------ | ------------------------------------------- | --- | ----------------------------------------------------------- | ----- |
| 1.           | "Just the Memories"                         | - Maraj - Olivier - Defoundoux - Davis - Marshall - York - Bristol - Butler - J. Dean - Glover                                                                                     | - Bone Collector - Defoundoux                               | 3:55  |
| 2.           | "Big Difference"                            | - Maraj - Mulé - De Boni - Torres - Gwin - Slade - Gray | - FnZ - Keanu Beats - BoogzDaBeast - Slade Da Monsta        | 3:11  |
| 3.           | "Red Ruby da Sleeze"                        | - Maraj - Go Grizzly - Cheeze Beatz - Tate Kobang - Lumidee Cedeño - Kirsten Allyssa Spencer - Teddy Mendez - Steven Marsden - Josiah Nasir Muhammad - Irvin Winslow - Edwin Perez | - Go Grizzly - Cheeze Beatz - Kobang                        | 3:34  |
| 4.           | "My Life"                                   | - Maraj - Cannon - Momberger - Goods - Harry - Stein | - Cannon - Momberger                                        | 2:44  |
| 5.           | "RNB" (featuring Lil Wayne and Tate Kobang) | - Maraj - Carter - Goods - Taylor - Ratešić | - Kobang - YG! Beats - Dystinkt Beats                       | 3:04  |
| 6.           | "Fallin 4 U"                                | - Maraj - Canady - Bunton | - ATL Jacob - DB!                                           | 3:50  |
| 7.           | "Last Time I Saw You"                       | - Maraj - Jacob Canady - Alex Bak - Colin Franken - Derrick Miller - Lesidney Ragland                                                                                              | - ATL Jacob - TooDope! - Hendrix Smoke - Bak - Frankie Bash | 3:36  |
| 8.           | "Everybody"                                 | - Maraj - Woods - Henry - Goods - Mortensen | - DJ Smallz 732 - Kobang                                    | 2:05  |
| 9.           | "Super Freaky Girl"                         | - Maraj - Gamal Lewis - James - Miller - Gottwald - Joseph - Miller - Oliver | - Dr. Luke - Malibu Babie - Oliver - Joseph                 | 2:50  |
| 10.          | "Bahm Bahm"                                 | - Maraj - Goods - Carpenter | - Kobang - Jess Carp                                        | 2:21  |
| Gesamtlänge: | Gesamtlänge:                                | Gesamtlänge: | Gesamtlänge:                                                | 31:10 |

## Rezensionen
Pink Friday 2 erhielt im Allgemeinen positive Kritiken von Musik-Kritikern. Bei Metacritic, das professionelle Bewertungen auf einer Skala von 0 bis 100 vornimmt, erhielt das Album einen Durchschnittswert von 70, basierend auf zwölf Bewertungen. Robin Murray von Clash bezeichnete Pink Friday 2 als „ein Album mit echtem Ehrgeiz, das fan-orientierte Tendenzen mit tatsächlichem künstlerischem Wachstum widerspiegelt“, da es „ultrakräftige Popmusik mit Momenten der ernsten Besinnlichkeit“ verbinde. Nick Levine von NME war der Meinung, dass es zwar „wahrscheinlich zu lang ist, [...] Minaj jedoch geschickt damit umgeht“ und schloss daraus, dass es sich „wie eine Zusammenführung und Verfeinerung von allem anfühlt, was Minaj kann“. Alexis Petridis von The Guardian äußerte, dass „es möglicherweise genauso unvollkommen ist wie Pink Friday war, aber Pink Friday 2 bietet mehr als genug Beweise, um ihre Behauptungen über ihre Fähigkeiten keineswegs hohl klingen zu lassen“.
David Smyth von The Evening Standard beschrieb das Album als „eine Erweiterung dessen, was sie tun kann, anstatt eine vollständige Kehrtwende. Während sie nie zu dem vielfältigen Rap-Monster wird, das in ihren Anfangstagen so viel Spaß gemacht hat. Die Fans, die darauf gehofft haben, das sie ihre Rivalen in die Schranken weist, werden viele großartige Zeilen finden“. Nadine Smith von The Independent kritisierte Minajs Verwendung von Samples und kommentierte, dass das Album „Momente des erfinderischen Genies zeigt, die Nicki zu einem unbestreitbaren Superstar machten, aber wie so viele Fortsetzungen von erfolgreichen Werken wünscht man sich größtenteils, man würde das Original hören“.

## Kommerzieller Erfolg

### Chartplatzierungen
Nach seiner Veröffentlichung debütierte Pink Friday 2 auf Platz eins der US-amerikanischen Billboard 200 und machte Minaj zur ersten weiblichen Rapperin mit drei Nummer-eins-Alben. Es erreichte in der ersten Woche 228.000 Album-äquivalente Einheiten, wovon 92.000 reine Albumverkäufe ausmachten, und erzielte die größte Vinyl-Verkaufswoche einer Rapperin in der Geschichte. International erreichte das Album unter anderem Top-10-Platzierungen in der Schweiz oder dem Vereinigten Königreich.
| ChartsChartplatzierungen       | Höchstplatzierung | Wochen |
| ------------------------------ | ----------------- | ------ |
| Deutschland (GfK)              | 41 (7 Wo.)        | 7      |
| Österreich (Ö3)                | 31 (3 Wo.)        | 3      |
| Schweiz (IFPI)                 | 6 (6 Wo.)         | 6      |
| Vereinigte Staaten (Billboard) | 1 (34 Wo.)        | 34     |
| Vereinigtes Königreich (OCC)   | 3 (13 Wo.)        | 13     |

| ChartsJahrescharts (2024)      | Platzierung |
| ------------------------------ | ----------- |
| Vereinigte Staaten (Billboard) | 30          |

### Auszeichnungen für Musikverkäufe
Pink Friday 2 wurde im März 2024 von der Recording Industry Association of America für 1.000.000 Verkäufe mit einer Platin-Schallplatte ausgezeichnet.
| Land/Region                  | Auszeichnungen für Musikverkäufe (Land/Region, Auszeichnung, Verkäufe) | Verkäufe  |
| ---------------------------- | ---------------------------------------------------------------------- | --------- |
| Brasilien (PMB)              | Gold                                                                   | 20.000    |
| Neuseeland (RMNZ)            | Gold                                                                   | 7.500     |
| Vereinigte Staaten (RIAA)    | Platin                                                                 | 1.000.000 |
| Vereinigtes Königreich (BPI) | Gold                                                                   | 100.000   |
| Insgesamt                    | 3× Gold · 1× Platin ·                                                  | 1.127.500 |

Hauptartikel: Nicki Minaj/Auszeichnungen für Musikverkäufe